# Flaxmere
Flaxmere is een plaats in de regio Hawke's Bay op het Noordereiland van Nieuw-Zeeland net ten westen van Hastings.
Flaxmere is een buitenwijk van Hastings en hier zijn veel huizen gebouwd om de woningnood van Hastings enigszins op te vangen. Eerst zat hier met name de "upper middle class", maar tegenwoordig is Flaxmere de plaats met de hoogste criminaliteit en armoede in de regio Hawke's Bay.